# Clavija biborrana
Clavija biborrana là một loài thực vật có hoa trong họ Anh thảo. Loài này được Oerst. mô tả khoa học đầu tiên năm 1861.